# David Wise
David Wise (n. 30 iunie 1990, Reno, Nevada, SUA) este un sportiv ce a reprezentat Statele Unite ale Americii, medaliat olimpic. A participat la 2 ediții ale Jocurilor Olimpice (2014, 2018) în care a câștigat o medalie de aur.